# Município de Turtle Creek (condado de Shelby, Ohio)
O município de Turtle Creek (em inglês: Turtle Creek Township) é um município localizado no condado de Shelby no estado estadounidense de Ohio. No ano de 2010 tinha uma população de 1.561 habitantes e uma densidade populacional de 19,95 pessoas por km².

## Geografia
O município de Turtle Creek encontra-se localizado nas coordenadas 40° 19′ 41″ N, 84° 14′ 54″ O. Segundo a Departamento do Censo dos Estados Unidos, o município tem uma superfície total de 78.25 km², da qual 78,12 km² correspondem a terra firme e (0,16 %) 0,12 km² é água.

## Demografia
Segundo o censo de 2010, tinha 1.561 habitantes residindo no município de Turtle Creek. A densidade populacional era de 19,95 hab./km². Dos 1.561 habitantes, o município de Turtle Creek estava composto pelo 97,63 % brancos, o 0,26 % eram afroamericanos, o 0,06 % eram asiáticos, o 1,15 % eram de outras raças e o 0,9 % eram de uma mistura de raças. Do total da população o 1,6 % eram hispanos ou latinos de qualquer raça.